# Uno sull'altro
Uno sull'altro è un termine utilizzato in araldica per indicare figure poste una sopra l'altra.

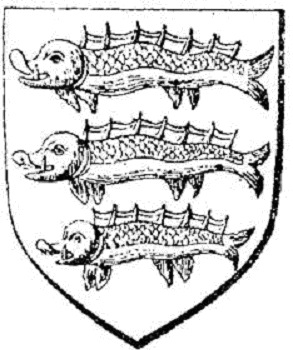
Tre delfini uno sull'altro
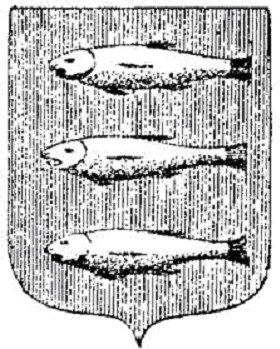
Tre pesci uno sull'altro
Tre lucci uno sull'altro (Hamm am Rhein, Germania)
Di rosso, a due leopardi l'uno sull'altro d'oro (stemma della Normandia)
Di rosso, a quattro scoiattoli d'argento, correnti uno sull'altro (Hauho, Finlandia)